# Claus Günkel
 (juin 2014).
Si vous disposez d'ouvrages ou d'articles de référence ou si vous connaissez des sites web de qualité traitant du thème abordé ici, merci de compléter l'article en donnant les références utiles à sa vérifiabilité et en les liant à la section « Notes et références ».
Claus Günkel né le 9 octobre 1963 à Eschweiler, en espéranto également connu sous le nom Nikolao Günkel, est un instituteur et interlinguiste allemand. Depuis 2010 il s'appelle Claus Killing-Günkel.

## Biographie
Claus Günkel est né à Eschweiler, une ville dans l'ouest de la Rhénanie, où il a grandi, est allé à l'école secondaire Städtisches Gymnasium et a vécu de 1963 à 1989 et de 1999 à 2009. De 1982 à 1992, il a étudié les mathématiques, l'informatique et le français à l'Université technique de Rhénanie-Westphalie à Aix-la-Chapelle et l'Université de Paderborn. À Paderborn il était chargé de cours au Département de l'éducation en 1993 et 1994, et depuis 1997 il travaille comme professeur à un berufskolleg.
Il est également un guide de ville. Jusqu'en 2012 il était membre du conseil de l'Eschweiler Geschichtsverein (EGV) et du Fördererverein Nothberger Burg. Il a deux enfants et vit actuellement à Cologne.

## Activité liée à l'espéranto
En 1981 il a appris la langue construite espéranto. Dans ce mouvement, il a géré des publications, organisé des réunions internationales et fondé un groupe de jeunes espérantistes à Eschweiler. En plus, Killing-Günkel a enseigné l'ésperanto, notamment à la volkshochschule de Düren.
Il est un espérantologue, membre de la Gesellschaft für Interlinguistik (GIL) (Société pour l'Interlinguistique) et du personnel de l'Académie internationale des sciences de Saint-Marin (AIS) ainsi que lecteur pour les mathématiques de la revue Scienca Revuo (eo). Dans les années 1980 et 1990, il a écrit des articles pour Kontakto, La KancerKliniko (eo), Esperanto aktuell (eo), Monato, Literatura Foiro et La Gazeto (eo).
Son champ d'activité au sein des études d'espéranto comprend la lexicographie, l'étymologie, les rejetons d'espéranto (appelé espérantides) et la propédeutique linguistique dans le cadre de la pédagogie cybernétique. Premières classifications de Esperantidos sont faites par lui. En outre, il traite de Volapük, Interlingue, Interlingua, Glosa et Ido et a édité un magazine d'Esperantido appelé Nova Provo dans les années 1990. Il a contribué à plusieurs livres et des outils de référence, y compris la Plena Ilustrita Vortaro de Esperanto en 2002.

## Projets personnels
Lors de la 20e réunion annuelle de la Société pour l'interlinguistique en novembre 2010 à Berlin, Killing-Günkel a présenté son projet linguistique Cliiuy ; et lors de la 34e réunion annuelle en novembre 2024, il a dévoilé son projet de langue construite Atlamak à Berlin devant un public international.